# Браун (округ, Южная Дакота)
Округ Браун (англ. Brown County) располагается в штате Южная Дакота, США. Официально образован в 1881 году. По состоянию на 2010 год, численность населения составляла 36 531 человека.

## География
По данным Бюро переписи США, общая площадь округа равняется 4483,294 км2, из которых 4436,674 км2 суша и 46,620 км2 или 1,050 % это водоёмы.

## Население
По данным переписи населения 2000 года в округе проживает 35 460 жителей в составе 14 638 домашних хозяйств и 9 324 семей. Плотность населения составляет 8,00 человек на км2. На территории округа насчитывается 15 861 жилых строений, при плотности застройки около 4,00-х строений на км2. Расовый состав населения: белые — 95,47 %, афроамериканцы — 0,28 %, коренные американцы (индейцы) — 2,72 %, азиаты — 0,40 %, гавайцы — 0,09 %, представители других рас — 0,18 %, представители двух или более рас — 0,86 %. Испаноязычные составляли 0,67 % населения независимо от расы.
В составе 29,60 % из общего числа домашних хозяйств проживают дети в возрасте до 18 лет, 52,80 % домашних хозяйств представляют собой супружеские пары проживающие вместе, 7,90 % домашних хозяйств представляют собой одиноких женщин без супруга, 36,30 % домашних хозяйств не имеют отношения к семьям, 30,80 % домашних хозяйств состоят из одного человека, 12,10 % домашних хозяйств состоят из престарелых (65 лет и старше), проживающих в одиночестве. Средний размер домашнего хозяйства составляет 2,32 человека, и средний размер семьи 2,91 человека.
Возрастной состав округа: 23,60 % моложе 18 лет, 11,60 % от 18 до 24, 26,70 % от 25 до 44, 21,90 % от 45 до 64 и 21,90 % от 65 и старше. Средний возраст жителя округа 37 лет. На каждые 100 женщин приходится 93,30 мужчин. На каждые 100 женщин старше 18 лет приходится 89,50 мужчин.
Средний доход на домохозяйство в округе составлял 35 017 USD, на семью — 44 788 USD. Среднестатистический заработок мужчины был 29 592 USD против 20 445 USD для женщины. Доход на душу населения составлял 18 464 USD. Около 7,00 % семей и 9,90 % общего населения находились ниже черты бедности, в том числе — 10,30 % молодежи (тех, кому ещё не исполнилось 18 лет) и 10,30 % тех, кому было уже больше 65 лет.